# Why We Sing
| Оценки критиков | Оценки критиков |
| Источник        | Оценка          |
| --------------- | --------------- |
| AllMusic        | [ 2 ]           |
| The Guardian    | [ 3 ]           |

Why We Sing — тридцать четвёртый студийный альбом американской певицы Дайон Уорвик, выпущенный в 2008 году на лейбле Rhino Records.
С данным альбомом певица возвращается к госпелу, с которого когда-то начинала, выступая в церковном хоре. Запись спродюсировал сын Дайон Дэймон Эллиотт. В записи альбома также приняли участие сестра певицы Ди Ди Уорвик и её другой сын Дэвид Эллиотт.

## Список композиций
| №   | Название                             | Автор(ы)             | Длительность |
| --- | ------------------------------------ | -------------------- | ------------ |
| 1.  | «The Battle Hymn of the Republic»    | Джулия Уорд Хау      | 2:48         |
| 2.  | «I’m Going Up»                       | Бебе Винанс          | 3:36         |
| 3.  | «With All My Heart»                  | Бебе Винанс          | 5:02         |
| 4.  | «Old Landmark»                       | Уильям Брюстер       | 4:15         |
| 5.  | «The World Needs Jesus»              | Бебе Винанс          | 4:55         |
| 6.  | «I Lift My Heart»                    |                      | 5:25         |
| 7.  | «Jesus Loves Me»                     | Анна Бартлетт Уорнер | 4:04         |
| 8.  | «Show Me The Way»                    |                      | 4:21         |
| 9.  | «Why We Sing»                        | Кирк Франклин        | 5:23         |
| 10. | «Rise, Shine And Give God The Glory» | народная             | 4:37         |
| 11. | «The Lord Is My Shepherd»            | народная             | 4:40         |
| 12. | «Seven»                              | Дэймон Эллиотт       | 4:24         |